# Cementerio Lawrence
El cementerio Lawrence está ubicado en la esquina de la calle 216 y la avenida 42 en Bayside, Queens, Nueva York (Estados Unidos). Es uno de los tres cementerios familiares (dos aún existentes) propiedad de la familia Lawrence en Queens. Fue designado como un hito de la ciudad de Nueva York en 1967, y es administrado hoy por la Sociedad Histórica de Bayside. 

## Historia
El cementerio de Lawrence (también conocido como Lawrence Burying Ground o Lawrence Graveyard) es un cementerio familiar ubicado en parte de la tierra cedida a John Lawrence (1618-1699) y su hermano menor, William Lawrence (1622-1680), en 1645 por Gobernador Willem Keift . John Lawrence fue alcalde de la ciudad de Nueva York a fines del siglo XVII, con mandatos que comenzaron en 1672 y 1691. 
Durante muchos años, la familia Lawrence usó la tierra como un lugar de pícnic llamado "Pine Grove". Hay entre cuarenta y cincuenta tumbas, con entierros que comienzan en 1832 y terminan en 1939. Las personas notables enterradas en el cementerio incluyen a Cornelius W. Lawrence, el juez Effringham Lawrence, Frederick Newbold Lawrence y Mary Nicolls Lawrence (segunda esposa del alcalde Andrew H. Mickle)

La Comisión de Preservación de Monumentos Históricos de la Ciudad de Nueva York lo designó como sitio histórico el 2 de agosto de 1967. El documento de designación dice:
" ...el Cementerio Lawrence en Bayside, Queens es un importante e impresionante pequeño cementerio situado en un recinto ajardinado rodeado de árboles y... contiene algunas hermosas lápidas que marcan los últimos restos de los descendientes y herederos de un nuevo siglo XVII la familia York asociada al crecimiento histórico, político y cultural de nuestra Ciudad y nuestro País. ” 